# Berthold Laufer
Pour les articles homonymes, voir Laufer.
Berthold Laufer (11 octobre 1874 - 13 septembre 1934) est un anthropologue et géographe historique allemand spécialisé dans les langues d'Asie de l'Est (en). Le Musée américain d'histoire naturelle l'appelle « l'un des sinologues les plus distingués de sa génération ». 

## Biographie
Laufer est né à Cologne en Allemagne de Max et Eugénie Laufer (née Schlesinger). Ses grands-parents paternels Salomon et Johanna Laufer étaient des adeptes de la foi juive. Laufer avait un frère Heinrich (mort le 10 juillet 1935) qui travaillait comme médecin au Caire.
Laufer a fréquenté le lycée Friedrich Wilhelms de 1884 à 1893. Il poursuit ses études à l'Université Humboldt de Berlin (1893-1895) et obtient son doctorat à l'université de Leipzig en 1897. L'année suivante, il émigre aux États-Unis où il reste jusqu'à sa mort. Il a effectué des travaux de terrain ethnographiques sur le fleuve Amour et l'île de Sakhaline entre 1898 et 1899 dans le cadre de l'expédition Jesup du Pacifique Nord (en).
La page Web de la Division d'anthropologie de l'American Museum of Natural History sur l'expédition Laufer en Chine (1901-1904) déclare qu'il :

« a dirigé l'expédition de Jacob H. Schiff en Chine où il devait constituer une collection ethnographique complète et mener des recherches savantes sur l'histoire et la culture d'un peuple sophistiqué qui n'avait pas encore connu la transformation industrielle. Laufer a constitué une vaste collection d'objets représentatifs utilisés dans la vie quotidienne, l'agriculture, la religion populaire, la médecine et dans la pratique d'artisanats tels que l'imprimerie, la reliure, la menuiserie, l'émail, la céramique et la laque. Il collectionne également des bronzes antiques et des céramiques de la dynastie Han . L'intérêt de Laufer pour le théâtre l'a amené à créer la plus vaste collection de marionnettes chinoises en Amérique du Nord, notamment des marionnettes d'ombres, des marionnettes à tiges et des marionnettes à gants dans plusieurs styles régionaux, et à enregistrer des performances sur des cylindres de cire. La collection comprend également des costumes, des instruments de musique et des échasses pour le drame folklorique Yang Ko. »

Il a travaillé comme assistant en ethnologie au Musée américain d'histoire naturelle (1904-1906), est devenu professeur d'anthropologie et de langues d'Asie de l'Est à l'université Columbia (1905-1907). Il passa le reste de sa carrière au Musée Field de Chicago.  En 1930, Laufer a été élu à l'Académie nationale des sciences en reconnaissance de ses recherches. Il a été président de la History of Science Society en 1932. 
Laufer est décédé le 13 septembre 1934 après être tombé de l'escalier de secours du 8e étage de l'hôtel Chicago Beach à Chicago, où il vivait. Il se remettait de l'ablation d'une tumeur à l'époque, mais sa veuve a affirmé qu'il était de bonne humeur et le jury du coroner a rendu un verdict indéterminé. 
Extrait de la brochure « Impressions durables : frottements chinois du musée Field » (The Field Museum of Chicago) :

« Lorsque Berthold Laufer est venu au Field Museum en 1908, il était l'un des rares érudits en Amérique à pouvoir parler et écrire couramment la langue chinoise. Il a fait de l'étude de la langue et de la culture chinoises l'œuvre de sa vie. "J'en suis venu à aimer la terre et les gens", a-t-il écrit un jour. "Je me sens mieux et en meilleure santé en tant que Chinois qu'en tant qu'Européen." En tant que conservateur d'ethnologie asiatique au département d'anthropologie sur le terrain, il a effectué deux grandes expéditions en Chine en 1908 et 1923, et ses acquisitions forment le noyau des collections chinoises du Musée. »

En plus de ses études sur la culture chinoise en tant que telle, Laufer a utilisé sa connaissance des écrits chinois anciens pour faire la lumière sur l'Iran ancien. Très peu d'écrits ont survécu de l'Iran ancien. Les écrits chinois anciens qui ont survécu contiennent des informations précieuses sur l'Iran ancien, que Laufer fut le premier à étudier systématiquement, et qu'il publia sous le titre Sino-Iranica : Chinese contributions to the history of civilization in ancient Iran, with special reference to the history of cultivated plants and products (contributions chinoises à l'histoire de la civilisation dans l'Iran ancien, avec une référence particulière à l'histoire des plantes cultivées et produits) (1919).
En mars 2020, les 385 cylindres de cire que Laufer a enregistrés à Shanghai et à Pékin en 1901 et 1902 - comprenant les premiers enregistrements sonores de musique chinoise - ont été mis à la disposition du public par les Archives de musique traditionnelle de l'Indiana .

## Publications

### Écrits en anglais
- 1899 Ethnological work on the island of Sakhalin
- 1899 Petroglyphs on the Amoor
- 1900 Preliminary notes on explorations among the Amoor tribes
- 1902 The decorative art of the Amur tribes, Volume 7, Part 1
- 1905 Historical jottings on amber in Asia
- 1906 The Bird-Chariot in China and Europe
- 1907 A Plea for the Study of the History of Medicine and Natural Sciences
- 1907 A theory of the origin of Chinese writing
- 1907 Note on the introduction of the groundnut into China
- 1907 The introduction of maize into eastern Asia
- 1907 The relations of the Chinese to the Philippine Islands
- 1907 W. W. Newell and the lyrics of Li-T'ai-Po
- 1908 Origin of Our Dances of Death
- 1908 The Jonah legend in India
- 1909 Chinese Pottery of the Han Dynasty
- 1911 Chinese grave-sculptures of the Han period
- 1911 Jade
- 1911 King Tsing, the Author of the Nestorian Inscription
- 1912 Chinese pottery in the Philippines
- 1911 The Introduction of Vaccination Into the Far East
- 1912 Fish Symbols in China (Illustrated)
- 1912 Foreword to "Catalogue of a selection of art objects from the Freer collection exhibited in the new building of the National museum, April 15 to June 15, 1912"
- 1912 The Chinese Madonna in the Field Museum
- 1913 Descriptive account of the collection of Chinese, Tibetan, Mongol, and Japanese books in the Newberry Library
- 1913 Remarks on "Some aspects of North American Archaeology" by Roland B. Dixon (pp.573-574 of American Anthropologist vol.15 Issue 4
- 1913 Notes on Turquois In The East
- 1913 The Application of the Tibetan Sexagenary Cycle
- 1913 The Chinese Battle of the Fishes (With Illustration)
- 1913 The Praying Mantis in Chinese Folklore (Illustrated)
- 1914 Bird divination among the Tibetans (notes on document Pelliot no 3530, with a study of Tibetan phonology of the ninth century)
- 1914 Chinese clay figures
- 1914 Some Fundamental Ideas of Chinese Culture
- 1915 The diamond
- 1915 The Eskimo Screw as a Culture-Historical Problem
- 1915 The Story of the Pinna and the Syrian Lamb
- 1915 Two Chinese Imperial Jades
- 1916 Burkhan
- 1916 Cardan's Suspension in China
- 1916 Loan-words in Tibetan
- 1916  The Nichols Mo-So Manuscript
- 1917 Concerning the History of Finger-Prints
- 1917 Moccasins
- 1917 Origin of the Word Shaman
- 1917 Religious and artistic thought in ancient China
- 1917 The Beginnings of Porcelain in China, 1917
- 1917 The language of the Yüe-chi or Indo-Scythians
- 1917 The reindeer and its domestication
- 1917 The Vigesimal and Decimal Systems in the Ainu Numerals: With Some Remarks on Ainu Phonology
- 1917 Totemic Traces among the Indo-Chinese
- 1918 Origin of Tibetan Writing
- 1918 The Chinese Exhibition
- 1919 Coca and betel-chewing: A query
- 1919 Sino-Iranica; Chinese contributions to the history of civilization in ancient Iran, with special reference to the history of cultivated plants and products
- 1920 Multiple Births among the Chinese
- 1920 The reindeer once more
- 1920 Sex transformation and hermaphrodites in China
- 1922 Archaic Chinese bronzes: of the Shang, Chou and Han periods, in the collections of Mr. Parish-Watson
- 1922 Preface to "Japanese collections : Frank W. Gunsaulus Hall" by Helen C. Gunsaulus
- 1922 The Chinese gateway
- 1923 Use of Human Skulls and bones in Tibet
- 1924 Introduction of tobacco into Europe
- 1924 Tobacco and its use in Asia
- 1925 Chinese Baskets
- 1925 Ivory in China
- 1926 Ostrich egg-shell cups of Mesopotamia and the Ostrich in ancient and modern times
- 1926 Ostrich Egg-Shell Cups from Mesopotamia
- 1927 Agate, archaeology and folklore
- 1927 Insect-Musicians and Cricket Champions of China
- 1928 The Giraffe in History and Art
- 1928 The prehistory of aviation
- 1928 The prehistory of television
- 1930 A Chinese-Hebrew Manuscript, a new Source for the History of the Chinese Jews
- 1930 Geophagy
- 1930 The early history of felt
- 1930 Tobacco and its use in Africa
- 1931 Columbus and Cathay, and the Meaning of America to the Orientalist
- 1931 Paper and Printing in Ancient China
- 1931 The domestication of the cormorant in China and Japan
- 1931 Tobacco in New Guinea
- 1932 A Defender of the Faith and his Miracles
- 1932 Sino-American Points of Contact
- 1933 East and West
- 1933 Preface to "The races of mankind: an introduction to Chauncey Keep Memorial Hall"
- 1933 The Jehol pagoda model(Field Museum News Vol.4 April 1933 No.4 p.1)
- 1933 Turtle Island
- 1934 Chinese Muhammadan bronzes
- 1934 Etruscans (Field Museum News Vol.5 January 1934 No.1 p.2)
- 1934 Rare Chinese brush-holder (Field Museum News Vol.5 June 1934 No.6 p.4)
- 1934 The Chinese imperial gold collection
- 1934 The Lemon in China and Elsewhere
- 1934 The Noria or Persian Wheel
- 1934 The Swing in China
- 1935 Rye in the Far East and the Asiatic Origin of Our Word Series "Rye"
- 1938 The American plant migration. The potato
- 1939 Christian art in China

### Écrits en français
- 1905 Anneaux nasaux en Chine
- 1916 La langue Si-hia : une étude de philologie indochinoise
- 1917 La Mandragore
- 1918 Malabathron
- 1922 Karketana sanscrit

### Écrits en allemand
- 1898 Blumen, die unter den Tritten von Menschen hervorsprossen
- 1898 Über eine Gattung mongolischer Volkslieder und ihre Verwandtschaft mit türkischen Liedern
- 1898-1899 Ueber das va zur. Ein Beitrag zur Phonetik der tibetischen Sprache: part 1part 2part 3
- 1908 Skizze der manjurischen Literatur
- 1907 Zur Geschichte der Brille

## Collections
- Kleinere Schriften von Berthold Laufer. Hartmut Walravens, éditeur, Sinologica Coloniensia ; Ostasiatische Beiträge der Universität zu Köln, Bde. 2, 7, 13. Franz Steiner, Wiesbaden, 1976-1992 (3 tomes). Une collection de plusieurs de ses essais et de nombreux documents pertinents.
- Études sino-tibétaines . Hartmut Walravens et Lokesh Chandra, éd., 2 volumes, Rakesh Goel, New Delhi, 1987.